# Pop Disaster Tour
Pop Disaster Tour est une tournée conjointe de Blink-182 et de Green Day du 17 avril 2002 au 17 juin 2002, avec 47 représentations.

## Green Day
Green Day était le premier groupe à jouer, pour une durée d'environ une heure vingt. Il n'y eut aucun rappel de la part de Green Day qui se produisit une seule fois par concert. La liste des morceaux joués a été critiquée par les fans de longue date car trop prévisible et limitée aux titres des tournées précédentes; les autres fans louèrent quant à eux les tubes repris et cela contribua grandement à restaurer le prestige du groupe. 
1. "Maria"
2. "Longview"
3. "Welcome to Paradise"
4. "Hitchin' a Ride"
5. "Brain Stew"
6. "Jaded"
7. "2000 Light Years Away"
8. "Knowledge"
9. "Basket Case"
10. "She"
11. "King for a Day"
12. "Shout!"
13. "Waiting"
14. "Minority"
15. "When I Come Around"
16. "Good Riddance (Time of Your Life)"

## Blink-182
Le concert se terminait par la prestation de Blink-182. Celle-ci durait, en moyenne, une heure et 5 minutes. Ils ne répondirent que très peu aux rappels, comme le 13 juillet au Tweeter Center de Chicago, où ils jouèrent "13 Miles".
La liste des morceaux joués par Blink-182 ressemblait grosso modo à celle-ci, exécutée par le groupe le 16 juin au Marcus Amphitheater :
1. "Anthem Part Two"
2. "The Rock Show"
3. "Dumpweed"
4. "Going Away To College"
5. "What's My Age Again?"
6. "Please Take Me Home"
7. "Happy Holidays, You Bastard"
8. "Adam's Song"
9. "First Date"
10. "Carousel"
11. "Grandpa"
12. "Dysentery Gary"
13. "Family Reunion"
14. "Don't Leave Me"
15. "Stay Together for the Kids"
16. "All the Small Things"
17. "What Went Wrong?"
18. "Reckless Abandon"
19. Travis Barker drum solo
20. "Dammit"

## Dates des concerts
| Date          | Ville                       | Pays       | Lieu                                         |
| ------------- | --------------------------- | ---------- | -------------------------------------------- |
| 17 avril 2002 | Bakersfield, Californie     | États-Unis | Centennial Garden                            |
| 19 avril 2002 | Phoenix, Arizona            | États-Unis | America West Arena                           |
| 20 avril 2002 | Irvine, Californie          | États-Unis | Verizon Wireless Amphitheatre                |
| 21 avril 2002 | Irvine, Californie          | États-Unis | Verizon Wireless Amphitheatre                |
| 23 avril 2002 | Paradise, Nevada            | États-Unis | MGM Grand Garden Arena                       |
| 24 avril 2002 | Inglewood, Californie       | États-Unis | Great Western Forum                          |
| 25 avril 2002 | Chula Vista, Californie     | États-Unis | Coors Amphitheater                           |
| 27 avril 2002 | Mountain View, Californie   | États-Unis | Shoreline Amphitheatre                       |
| 28 avril 2002 | Sacramento, Californie      | États-Unis | Sacramento Valley Amphitheater               |
| 29 avril 2002 | Oakland, Californie         | États-Unis | Oakland Arena                                |
| 1er mai 2002  | Tacoma, Washington          | États-Unis | Tacoma Dome                                  |
| 3 mai 2002    | West Valley City, Utah      | États-Unis | E Center                                     |
| 4 mai 2002    | Greenwood Village, Colorado | États-Unis | Fiddler's Green                              |
| 6 mai 2002    | Maryland Heights, Missouri  | États-Unis | Riverport Amphitheater                       |
| 7 mai 2002    | Bonner Springs, Kansas      | États-Unis | Sandstone Amphitheater                       |
| 9 mai 2002    | Dallas, Texas               | États-Unis | Smirnoff Music Centre                        |
| 10 mai 2002   | Selma, Texas                | États-Unis | Verizon Wireless Amphitheatre                |
| 11 mai 2002   | The Woodlands, Texas        | États-Unis | Cynthia Woods Mitchell Pavilion              |
| 13 mai 2002   | Pelham, Alabama             | États-Unis | Oak Mountain Amphitheatre                    |
| 14 mai 2002   | Tampa, Floride              | États-Unis | Ice Palace                                   |
| 15 mai 2002   | West Palm Beach, Floride    | États-Unis | Mars Music Amphitheatre                      |
| 16 mai 2002   | Orlando, Floride            | États-Unis | TD Waterhouse Centre                         |
| 18 mai 2002   | Atlanta, Géorgie            | États-Unis | HiFi Buys Amphitheatre                       |
| 19 mai 2002   | Raleigh, Caroline du Nord   | États-Unis | Alltell Pavilion                             |
| 20 mai 2002   | Charlotte, Caroline du Nord | États-Unis | Verizon Wireless Amphitheatre Charlotte      |
| 22 mai 2002   | Virginia Beach, Virginie    | États-Unis | Verizon Wireless Amphitheatre Virginia Beach |
| 23 mai 2002   | Hershey, Pennsylvanie       | États-Unis | Hershey Park Pavilion                        |
| 24 mai 2002   | Holmdel, New Jersey         | États-Unis | PNC Bank Arts Center                         |
| 25 mai 2002   | Burgettstown, Pennsylvanie  | États-Unis | Post-Gazette Pavilion                        |
| 27 mai 2002   | Hartford, Connecticut       | États-Unis | New England Dodge Music Center               |
| 28 mai 2002   | Camden, New Jersey          | États-Unis | Tweeter Center at the Waterfront             |
| 30 mai 2002   | Wantagh, New York           | États-Unis | Jones Beach Theater                          |
| 31 mai 2002   | New York City, New York     | États-Unis | Madison Square Garden                        |
| 1er juin 2002 | Darien, New York            | États-Unis | Darien Lake Performing Arts Center           |
| 2 juin 2002   | Mansfield, Massachusetts    | États-Unis | Tweeter Center for the Performing Arts       |
| 4 juin 2002   | Saratoga Springs, New York  | États-Unis | Saratoga Performing Arts Center              |
| 5 juin 2002   | Washington, D.C.            | États-Unis | MCI Center                                   |
| 7 juin 2002   | Toronto, Ontario            | Canada     | Molson Amphitheatre                          |
| 8 juin 2002   | Grand Rapids, Michigan      | États-Unis | Van Andel Arena                              |
| 9 juin 2002   | Columbus, Ohio              | États-Unis | Jerome Schottenstein Center                  |
| 11 juin 2002  | Auburn Hills, Michigan      | États-Unis | The Palace of Auburn Hills                   |
| 12 juin 2002  | Cuyahoga Falls, Ohio        | États-Unis | Blossom Music Center                         |
| 14 juin 2002  | Noblesville, Indiana        | États-Unis | Verizon Wireless Music Center                |
| 15 juin 2002  | Tinley Park, Illinois       | États-Unis | Tweeter Center (World Music Center)          |
| 16 juin 2002  | Milwaukee, Wisconsin        | États-Unis | Marcus Amphitheater                          |
| 17 juin 2002  | Minneapolis, Minnesota      | États-Unis | Target Center                                |